# 曳光彈

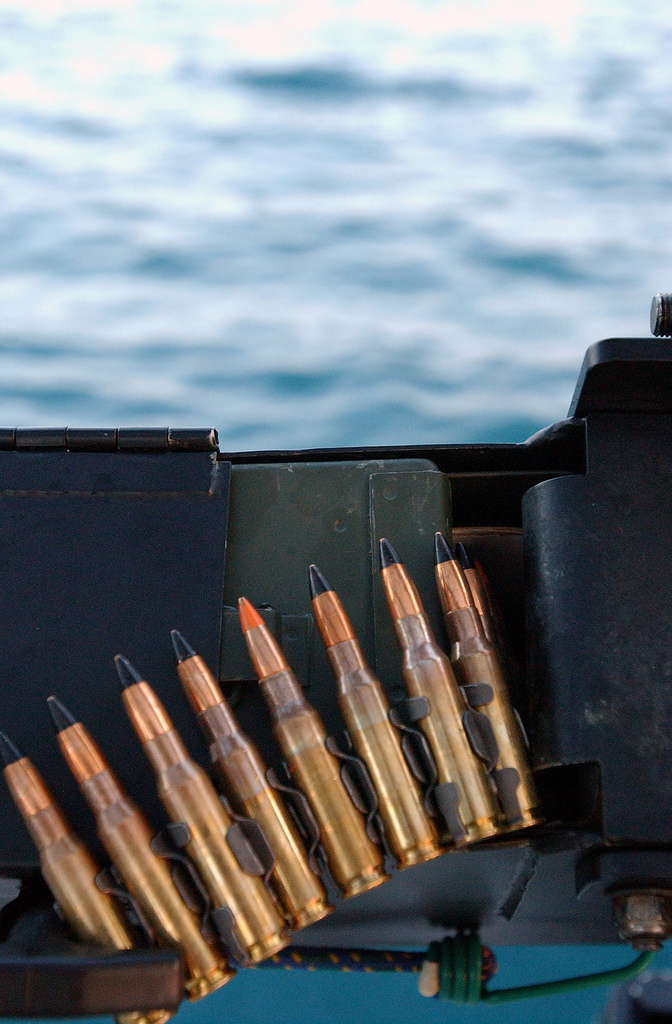
混杂在正常子弹中的橘色弹头曳光弹

曳光彈是在子彈底部装有少量烟曳光藥劑的子弹或砲彈。發射時，曳光藥劑点燃發亮，使彈丸的軌跡在白天也可見，而在夜间發射時则非常明亮。 这使射手可以觀測彈丸的飛行路徑，幫助进行彈道校正，無需確認弹丸的落點，而高射速武器甚至不需要瞄準。 曳光彈也可以用作標記工具，向其他射手發送信號指示目標。

## 原理和构造
曳光弹通常由弹头壳、铅芯、垫圈（或垫片）等零件和曳光药剂组装而成。曳光药剂可先装压在曳光管内再装入弹头壳，也可压成药柱直接装入弹头壳。
采用曳光管结构时，一般配用垫圈以便弹头壳底部卷边。垫片与凹形药面配合，用于延迟曳光。射击时在膛内火药燃气作用下，垫片穿孔，点燃曳光药剂，当弹头射出枪口一定距离，垫片被药剂燃气冲脱后，弹头开始曳光。
美國與北約的曳光彈頭基本上以鍶混合鎂來指示彈道，並且透過鎂的燃燒作用形成燃燒效果；所謂「穿甲燃燒彈」（armor-piercing incendiary ammunition）就是在銅皮包覆鎢鋼外層增加這一層塗料；俄羅斯與中国傾向使用鋇作為彈道指示顏色。在戰況下，如果曳光彈呈現綠色，则是來自俄羅斯或中國的曳光彈；如果是亮紅色，则是來自美國或北約組織的曳光彈。

## 使用
使用曳光彈的好處在於能夠協助射手於光源不足或黑暗中修正彈道，相應的缺點也就是會暴露出射手的位置，因此遭到目標還擊或逃脫。針對這一點彈藥製造商也提出新的解決方式，就是讓彈藥的火藥減量，透過降低彈頭初速到「延遲」點燃彈頭易燃物質的方法，這樣一來曳光彈就會在飛離槍口一段距離後才會開始指示彈道。不過這樣和作為子彈的用途就會產生矛盾，因為曳光彈說白了就是以普通的實心全金屬包覆彈頭加上磷鎂塗料改製而成的，亦即也具備同樣的殺傷力，然而在推進火藥減量後彈頭不論在威力、初速以及有效距離上就略打折扣。
由於曳光彈是很有效的瞄準校正工具，因此使用上也相當廣泛，在主力坦克還沒有運用先進的射控儀器，例如紅外線夜視儀以及雷射指標器之前，往往都是透過主炮旁的同軸機槍（co-axial machine gun）先行對目標射擊，戰車長透過瞄準望遠鏡觀察落點後與以修正瞄準或者將膛室中備便的主炮射出將目標摧毀。
曳光彈對於空戰也有相當重要的幫助，以P-38戰機來說，機首所配備的20mm希斯潘諾機炮上有一共150發彈藥，其中曳光彈就配2發，穿甲彈2發，餘下為高爆彈141發。另外四挺白朗寧M2重機槍加起來一共2,000發12.7×99毫米 NATO（.50 BMG）子彈當中平均每5發就有一發為曳光彈，因此在空戰時飛行員得以曳光彈的彈道修正機身角度或速度讓彈道與日機或德機交會而加以擊落；日本帝國海軍大將山本五十六就是P-38戰機的戰利品之一（日方於戰後解密透露山本大將屍身上有重機槍彈頭創口，顯示其於座機墜落前已遭到P-38戰機之機槍擊斃，於自己的座位上殉職）。曳光彈於空戰中的另一個好處就是協助照相槍辨認戰果，是否擊中敵機以及是否引起敵機燃燒或爆炸。

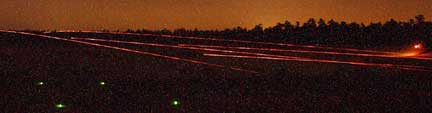
M856曳光彈在靶場的射擊實況。

### 戰術使用
德國空軍在二次大戰中有些不聰明地採用類似前述的安排，但是瞞不住蘇聯飛行員，因為只要飛行員在纏鬥中撐過去，往往那一記蘇聯的曳光彈就代表德方「Show time！」（好戲上場）的時間到了。
這個道理對於地面交戰中的部隊也是同樣的道理；當發射一發曳光彈之後，槍口即便保持沉默，對於聰明的敵軍來說，對方不是在更換彈匣就是彈盡援絕；或者是一種以弱示強的詭計，誤導敵軍以為對方人單勢孤彈盡援絕，而誘敵軍接近後與以殲滅。
隨著時代的進步，現代戰機主要以雷達、雷射，或其他光電系統（如夜視鏡、紅外線熱顯像儀）進行導引與瞄準鎖定，因此曳光彈的重要性就大不如從前了。

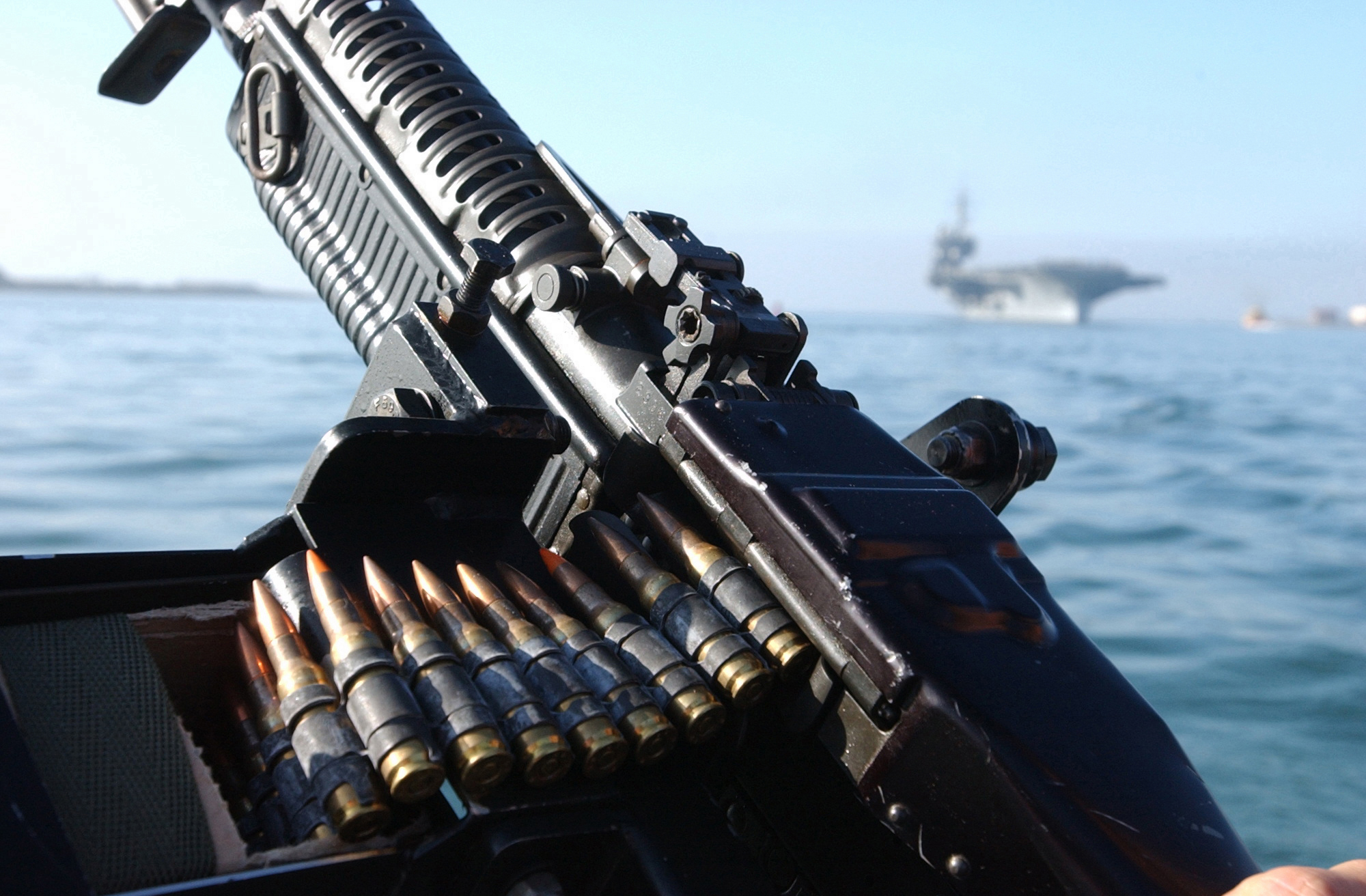
在圖中可以看見M60通用機槍彈鏈上平均每5發就有一發橘色彈頭的M62曳光彈

## 種類
曳光彈依照其光亮度分為三種：明亮型（bright tracer），微亮型（subdued tracer）以及幽黯型（dim tracer）。
基本上曳光彈飛出槍口就相當明亮，因此能夠清楚地提醒交戰對方發射曳光彈的所在位置（也就是射手的位置，导致暴露）。所以有一句軍事諺語說，「曳光彈幹兩邊的活兒」（Tracers work both ways.）。明亮型曳光彈能讓夜視鏡無法承受亮度子彈所帶來的亮度。微亮型曳光彈則是改善明亮型曳光彈曝露射擊位置的缺點所研發出來的彈種，通常彈頭飛出槍口後100碼才會開始點燃發亮。至於幽黯型曳光彈的光度以肉眼來說，其清晰可見程度不如夜視鏡中來的清楚。
新款專利曳光彈（US patent application 20040099173 （页面存档备份，存于））棄傳統磷火式（pyrotechnic compound）彈頭而改使用發光二極體及電容器，其優點在於唯有己方能得見曳光彈的循跡。由於發光體朝向後方的關係（rearward shining directional light source），並且幾乎無遠弗屆
。相比之下，傳統曳光彈受限於彈尖礦物塗料覆蓋量，經常發生在遠距離中彈頭還未到達目的，彈尖上的磷、鎂塗料就已經燃燒完畢而失去指引效果的情况。
不過反過來說這種彈頭也相當重，儘管能夠持續發亮，但是在無法進一步減輕彈頭之外，射程上還無法有效突破限制，7.62×51mm NATO曳光彈或者7.62mmR曳光彈在射程超過800m之後就失效了；5.56×45mm NATO曳光彈或者5.45 M74曳光彈在300m以後就失效了。
M856曳光彈的彈頭重63.7公克，可用於M16A2、A3、A4、M4卡賓槍系列，以及M249 SAW轻机枪，可有效指引875碼的距離，用在M249機槍上，則是每4發M855子彈搭配1發M856曳光彈。 
值得注意的是M856曳光彈唯有緊急狀態下得以M16A1步槍發射，並且有效距離不到90m，原因在於M16A1的膛線繞距為1:12，而並非像M16A2為1:7，所以容易導致M856彈頭脫離槍口後翻滾搖擺，彈道會變的極不穩定。部隊訓練時可以使用較輕的M196曳光彈（重55公克），有效指示距離500碼。